# Jérémie Galan
Pour les articles homonymes, voir Galan.
 (août 2024).
Jérémie Galan, né le 27 avril 1982 à Nantes, est un réalisateur, scénariste et acteur français.

## Biographie
Après avoir obtenu un diplôme en animation (section scénario et réalisation) et suivi des cours d'écriture par correspondance, Jérémie Galan s'engage comme auteur pour des programmes télévisés humoristiques. En parallèle, il écrit Piégé, son premier long métrage.
Il crée avec Jonathan Cohen la série France Kbek, puis les parodies de téléréalités La Flamme et Le Flambeau : Les Aventuriers de Chupacabra, qui rencontrent un grand succès commercial[réf. nécessaire].

## Filmographie
Source : Internet Movie Database

### Télévision

#### Réalisateur
- 2014 : France Kbek (série télévisée) avec Marie-Eve Perron et Simon Astier
- 2020 : La Flamme (série télévisée) avec Jonathan Cohen, Vincent Dedienne, Leïla Bekhti, Ana Girardot, Adèle Exarchopoulos
- 2022 : Le Flambeau : Les Aventuriers de Chupacabra (série télévisée) avec Jonathan Cohen, Jérôme Commandeur

#### Scénariste
- 2014 : In America (série télévisée) de Alexis Charrier
- 2014 : France Kbek (série télévisée) de Jérémie Galan et Jonathan Cohen
- 2020 : La Flamme (série télévisée) de Jérémie Galan et Jonathan Cohen
- 2022 : Le Flambeau : Les Aventuriers de Chupacabra (série télévisée) de Jonathan Cohen et Jérémie Galan

#### Acteur
- 2011 : Bref. (série télévisée) de Bruno Muschio et Kyan Khojandi : Le caméraman
- 2012 : La Dernière Série Avant la Fin du Monde (série digitale) de Damien Maric : Dragueur
- 2014 : France Kbek (série télévisée) de Jérémie Galan et Jonathan Cohen
- 2016 : Serge le Mytho (série télévisée) de Kyan Khojandi et Bruno Muschio : Pierre Dubois
- 2020 : La Flamme (série télévisée) de Jonathan Cohen et Jérémie Galan : L'Infirmier
- 2022 : Le Flambeau : Les Aventuriers de Chupacabra (série télévisée) de Jonathan Cohen et Jérémie Galan : L'Infirmier

#### Voix Off
- 2014 : France Kbek (série télévisée) de Jérémie Galan et Jonathan Cohen : Titou le singe
- 2020 : La Flamme (série télévisée) de Jonathan Cohen et Jérémie Galan : Fabulo

### Cinéma

#### Scénariste
- 2014 : Piégé de Yannick Saillet

#### Acteur
- 2014 : Piégé de Yannick Saillet : Marc / Junior / Martinez